# Te Deum (Jenkins)

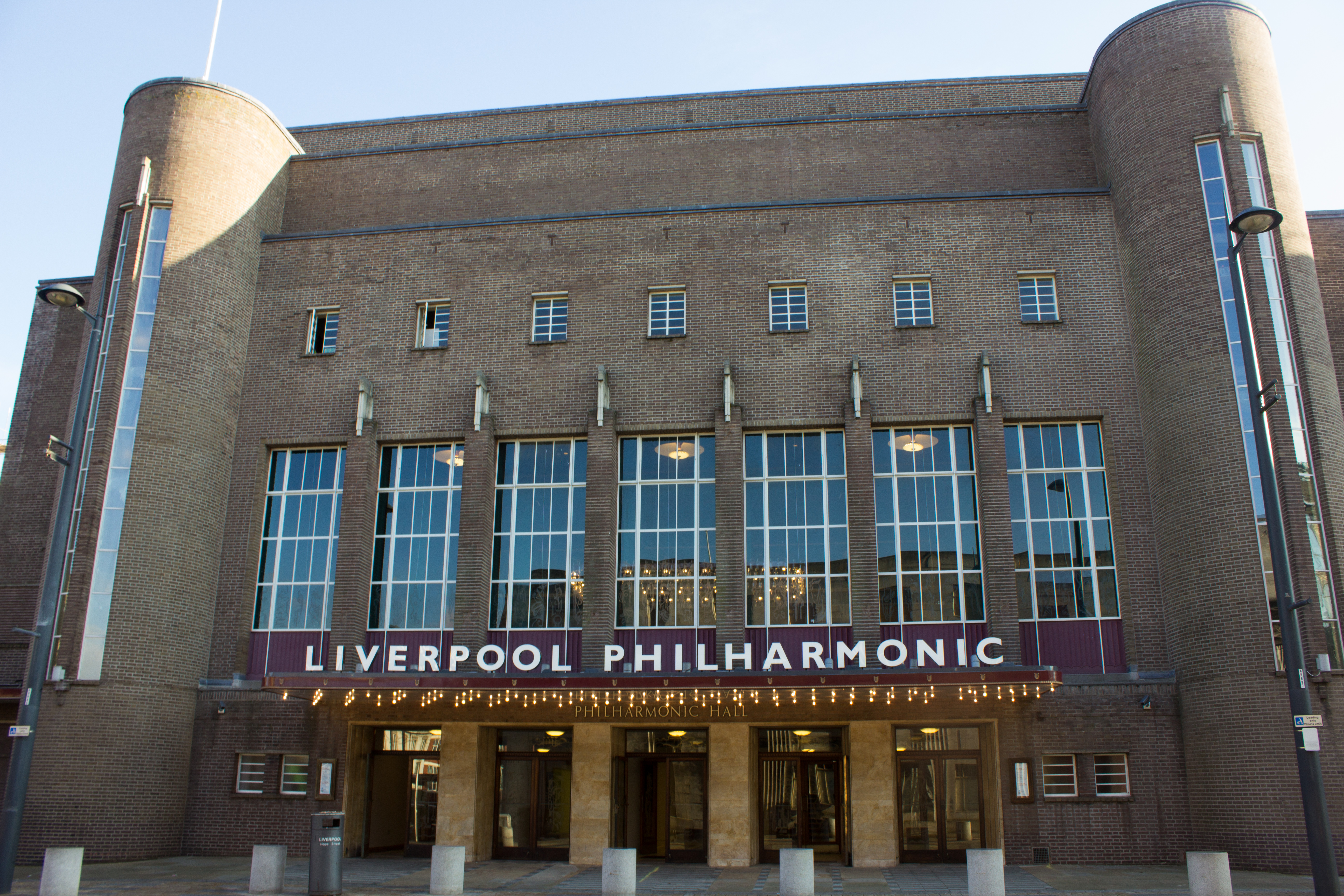
Philharmonic Hall in Liverpool, Ort der Uraufführung, als Liverpool Kulturhauptstadt Europas war

Te Deum ist ein geistliches Chorwerk von Karl Jenkins aus dem Jahr 2008. Es ist eine ausgedehnte Vertonung des frühchristlichen Te Deum für Chor, zwei Trompeten, Streicher und fünf Perkussionisten, 2009 veröffentlicht von Boosey & Hawkes. Te Deum wird oft zusammen mit dem Gloria des Komponisten aufgeführt.

## Geschichte
Karl Jenkins komponierte das Werk im Auftrag des Chores Liverpool Welsh Choral 2008, als Liverpool  Kulturhauptstadt Europas war. Als Text wurde das Te Deum gewählt, ein frühchristlicher Lob-, Dank- und Bittgesang. Der Komponist dirigierte die Uraufführung am 30. November 2008 in der Philharmonic Hall, mit dem Chor und dem Royal Liverpool Philharmonic Orchestra. Te Deum wurde 2009 von Boosey & Hawkes veröffentlicht.

## Besetzung und Aufbau
Jenkins’ Te Deum ist gesetzt für vierstimmigen gemischten Chor, und ein Orchester von Streichern, zwei Trompeten und fünf Perkussionisten mit Pauken, Glockenspiel und Xylophon, großer Trommel, Becken und kleiner Trommel. Der Chor ist nur selten sechsfach geteilt.
Verglichen mit anderen Werken von Jenkins, zum Beispiel der Friedensmesse The Armed Man: A Mass for Peace, sind die Anforderungen an den Chor und die Orchestergröße beschränkt und machen das Werk auch Laiengruppen zugänglich. Eine Aufführung des Werkes dauert ungefähr 15 Minuten.
Der Text ist in einem Satz vertont, der allerdings in Abschnitte von unterschiedlichem Charakter gegliedert ist. Der Text des Anfangs und seine Musik wird am Schluss wieder aufgegriffen. Die folgende Tabelle zeigt die Abschnitte mit jeweils Titel, Incipit, Übersetzung, Tempoangabe und Tonart, entsprechend dem Klavierauszug.
| Incipit                      | Übersetzung                                             | Tempobezeichnung | Tonart | Taktart |
| ---------------------------- | ------------------------------------------------------- | ---------------- | ------ | ------- |
| Te Deum                      | Dich, Gott, loben wir                                   | Allegro          | C-Dur  | 3/4     |
| Te ergo quaesumus            | Dich bitten wir denn                                    | Adagio           | a-Moll | 3/4     |
| Aeterna fac cum sanctis tuis | In der ewigen Herrlichkeit zähle uns deinen Heiligen zu | Allegramente     | F-Dur  | 4/4     |
| Miserere nobis               | Erbarme dich unser                                      | Largo            | h-Moll | 4/4     |
| Te Deum                      |                                                         | Vivace           | C-Dur  | 3/4     |

## Musik
Das Orchester beginnt mit vier gleichen Takten akzentuierter Viertel. Die Stimmen nehmen das Motiv auf, wiederholen es noch einmal und gehen zu einer weitgeschwungenen Melodie über. Dieses Material wird wiederholt zu „Te aeternum Patrem“ (Dir, dem ewigen Vater). Im Lauf des Stückes wird es wieder aufgegriffen zu „Sanctus“ (Heilig,) sowie „Patrem immensae majestatis“ (dich, den Vater unermeßbarer Majestät), und es erscheint zu Beginn der Reprise des Anfangstextes. Eine Liedmelodie tritt erstmals auf zu „Tibi omnes angeli“ (Dir [rufen] die Engel alle), wiederholt zu „venerandum tuum“ (deinen wahren [und einzigen Sohn]). Ein weiteres Motiv zu „Te, gloriosus“ (Dich preist der glorreiche Chor der Apostel) kontrastiert melodische Linien im Unisono mit einem ostinaten perkussionsartigen „Te, te, te ...“, gesungen auf einem Ton von den anderen Stimmen.
Der Adagio-Abschnitt „Te ergo quaesumus“ (Dich bitten wir denn) ist gesanglich und harmonisch komplex. Er wird gefolgt vom ersten Abschnitt in geradem Takt, „Aeterna fac“ (In der ewigen Herrlichkeit), der ostinate Akzente der Instrumente mit abgerissenen synkopischen Melodien und Basslinien kontrastiert. In langsamerem Tempo und fließender Melodik erscheint die Bitte um Erbarmen, „Miserere nostri“, gefolgt von der Reprise des Anfangs. Gesteigerte, rhythmisch komplexere Wiederholungen des Anrufs „Te“ beschließen das Werk.

## Einspielung
Jenkins’ Te Deum wurde zusammen mit seinem Gloria auf einer CD eingespielt, vom Komponisten dirigiert und gesungen vom National Youth Choir of Great Britain und dem London Symphony Orchestra.